# 4-та гвардійська мотострілецька дивізія (СРСР)
4-та гвардійська мотострілецька Волгоградська Червонопрапорна орденів Суворова і Кутузова дивізія (4 МСД, в/ч 28345) — військове з'єднання мотострілецьких військ Радянської армії, що існувало у 1957—1989 роках. Створена 5 червня 1957 року, як 63-тя гвардійська мотострілецька дивізія на основі 4-ї гвардійської механізованої дивізії у місті Луганськ, Луганська область. Протягом Холодної війни, дивізія відносилась до кадрованих й утримувалася на рівні 25% (3000 осіб) повної штатної чисельності. Від 15 лютого 1980 року передислокована до міста Термез, Сурхандар'їнська область, для заміни 108-ї мотострілецької дивізії, яка була розгорнута в Афганістан. Від 1 жовтня 1989 року перетворено на 5197-му базу зберігання майна.

## Історія
Створена 5 червня 1957 року, як 63-тя гвардійська мотострілецька дивізія на основі 4-ї гвардійської механізованої дивізії у місті Луганськ, Луганська область.
Реорганізація 19 лютого 1962 року:
- створено 331-й окремий ремонтно-відновлювальний батальйон
- створено 837-й окремий ракетний дивізіон

Від 17 листопада 1964 перейменовано на 4-ту гвардійську мотострілецьку дивізію.
У 1968 році 138-й окремий гвардійський саперний батальйон було перейменовано на 138-й окремий гвардійський інженерно-саперний батальйон.
Реорганізація 15 листопада 1972 року:
- створено 0000 окремий протитанковий артилерійський дивізіон
- створено 000 окремий реактивний артилерійський дивізіон - включений до складу артилерійського полку в травні 1980

У 1980 році 000 окремий моторизований транспортний батальйон було перейменовано на 0000 окремий батальйон матеріального забезпечення.
Від 15 лютого 1980 року передислокована до міста Термез, Сурхандар'їнська область, для заміни 108-ї мотострілецької дивізії, яка була розгорнута в Афганістан - 15-й гвардійський мотострілецький полк було залишено (на його основі розгорнуто нову 46-ту мотострілецьку дивізію), й він був заміщений новим 1213-м мотострілецьким полком, створеним у Термезі.
В 1982(?) році 840-й зенітний ракетний полк було замінено на 1168-й зенітний артилерійський полк.
Від 1 жовтня 1989 року перетворено на 5197-му базу зберігання майна.
Розформована в березні 1991 року.

## Структура
Протягом історії з'єднання його стурктура та склад неодноразово змінювались.

### 1960
- 15-й гвардійський мотострілецький полк (Луганськ, Луганська область)
- 365-й гвардійський мотострілецький полк (Луганськ, Луганська область)
- 367-й гвардійський мотострілецький полк (Луганськ, Луганська область)
- 304-й гвардійський танковий полк (Комунарськ, Луганська область)
- 837-й гвардійський артилерійський полк (Комунарськ, Луганська область)
- 840-й зенітний артилерійський полк (Луганськ, Луганська область)
- 62-й окремий розвідувальний батальйон (Луганськ, Луганська область)
- 138-й окремий гвардійський саперний батальйон (Луганськ, Луганська область)
- 46-й окремий гвардійський батальйон зв'язку (Луганськ, Луганська область)
- 000 окрема рота хімічного захисту (Луганськ, Луганська область)
- 00 окремий санітарно-медичний батальйон (Луганськ, Луганська область)
- 000 окремий моторизований транспортний батальйон (Луганськ, Луганська область)

### 1970
- 15-й гвардійський мотострілецький полк (Луганськ, Луганська область)
- 365-й гвардійський мотострілецький полк (Луганськ, Луганська область)
- 367-й гвардійський мотострілецький полк (Луганськ, Луганська область)
- 304-й гвардійський танковий полк (Комунарськ, Луганська область)
- 837-й гвардійський артилерійський полк (Комунарськ, Луганська область)
- 840-й зенітний артилерійський полк (Луганськ, Луганська область)
- 837-й окремий ракетний дивізіон (Луганськ, Луганська область)
- 62-й окремий розвідувальний батальйон (Луганськ, Луганська область)
- 138-й окремий гвардійський інженерно-саперний батальйон (Луганськ, Луганська область)
- 46-й окремий гвардійський батальйон зв'язку (Луганськ, Луганська область)
- 000 окрема рота хімічного захисту (Луганськ, Луганська область)
- 331-й окремий ремонтно-відновлювальний батальйон (Луганськ, Луганська область)
- 00 окремий санітарно-медичний батальйон (Луганськ, Луганська область)
- 000 окремий моторизований транспортний батальйон (Луганськ, Луганська область)

### 1980
- 15-й гвардійський мотострілецький полк (Луганськ, Луганська область)
- 365-й гвардійський мотострілецький полк (Луганськ, Луганська область)
- 367-й гвардійський мотострілецький полк (Луганськ, Луганська область)
- 304-й гвардійський танковий полк (Комунарськ, Луганська область)
- 837-й гвардійський артилерійський полк (Комунарськ, Луганська область)
- 840-й зенітний ракетний полк (Луганськ, Луганська область)
- 837-й окремий ракетний дивізіон (Луганськ, Луганська область)
- 0000 окремий протитанковий артилерійський дивізіон (Луганськ, Луганська область)
- 116-й окремий розвідувальний батальйон (Луганськ, Луганська область)
- 138-й окремий гвардійський інженерно-саперний батальйон (Луганськ, Луганська область)
- 46-й окремий гвардійський батальйон зв'язку (Луганськ, Луганська область)
- 000 окрема рота хімічного захисту (Луганськ, Луганська область)
- 331-й окремий ремонтно-відновлювальний батальйон (Луганськ, Луганська область)
- 00 окремий медичний батальйон (Луганськ, Луганська область)
- 0000 окремий батальйон матеріального забезпечення (Луганськ, Луганська область)

### 1988
- 281-й гвардійський танковий полк (Термез, Сурхандар'їнська область)
- 367-й гвардійський мотострілецький полк (Термез, Сурхандар'їнська область)
- 1213-й мотострілецький полк (Термез, Сурхандар'їнська область)
- 304-й гвардійський танковий полк (Термез, Сурхандар'їнська область)
- 837-й гвардійський артилерійський полк (Термез, Сурхандар'їнська область)
- 1168-й зенітний артилерійський полк (Термез, Сурхандар'їнська область)
- 837-й окремий ракетний дивізіон (Термез, Сурхандар'їнська область)
- 0000 окремий протитанковий артилерійський дивізіон (Термез, Сурхандар'їнська область)
- 116-й окремий розвідувальний батальйон (Термез, Сурхандар'їнська область)
- 138-й окремий гвардійський інженерно-саперний батальйон (Термез, Сурхандар'їнська область)
- 46-й окремий гвардійський батальйон зв'язку (Термез, Сурхандар'їнська область)
- 000 окрема рота хімічного захисту (Термез, Сурхандар'їнська область)
- 331-й окремий ремонтно-відновлювальний батальйон (Термез, Сурхандар'їнська область)
- 00 окремий медичний батальйон (Термез, Сурхандар'їнська область)
- 0000 окремий батальйон матеріального забезпечення (Термез, Сурхандар'їнська область)

## Розташування
- Штаб (Термез): 37 13 29N, 67 15 57E
- Штаб (Луганськ): 48 34 45N, 39 16 08E
- Термезькі казарми (вся дивізія): 37 13 32N, 67 15 52E - велика площа, близько 2 км завдовжки (танковий полк: 37 14 00N, 67 16 03E, артилерійський/зенітний полки: 37 13 52N, 67 15 45E, мотострілецькі полки: 37 13 28N, 67 15 56E)
- Луганські казарми: 48 35 06N, 39 15 42E
- Комунарські казарми: 48 28 37N, 38 48 24E

## Оснащення
Оснащення на 19.11.90 (за умовами УЗЗСЄ):
- 26 Р-145БМ, 3 Р-156БТР, 3 ПРП-3, 2 БМП-1КШ, 3 1В18, 1 1В19 та 1 УР-67